# Boujniba
Boujniba (en àrab بو جنيبة, Bū Jnība; en amazic ⴱⵓⵊⵏⵉⴱⴰ) és un municipi de la província de Khouribga, a la regió de Béni Mellal-Khénifra, al Marroc. Segons el cens de 2014 tenia una població total de 16.030 persones.